# روبرت كيربي
روبرت كيربي (بالإنجليزية: Robert Kirby)‏ هو ملحن بريطاني، ولد في 16 أبريل 1948 في بيشوب ستورتفورد ‏ في المملكة المتحدة، وتوفي في 3 أكتوبر 2009.

## وصلات خارجية
- روبرت كيربي على موقع IMDb (الإنجليزية)
- روبرت كيربي على موقع ميوزك برينز (الإنجليزية)
- روبرت كيربي على موقع ديسكوغز (الإنجليزية)